# Kognitivni deficit
Kognitivni deficit (kognitivno oštećenje) je sveobuhvatni termin za opisivanje karakteristika koje odražavaju barijeru u kognitivnim sposobnostima. Termin opisuje deficit globalnog intelektualnig učinka, kao što je mentalna retardacija. On se isto koristi za opisivanje specifičnih deficita u spoznajnim sposobnostima (nesposobnosti učenja, disleksija), kao i za kognitivno/memorijsko ograničenje uzrokovano upotrebom lekova i droga, na primer alkohola i benzodiazepina. Kognitivni deficit može da bude urođen ili uzrokovan faktorima sredine kao što su povrede mozga, neurološki poremećaji, ili duševna bolest.

## Literatura
- Das, J.P.; Naglieri, J.A.; Kirby, J.R. (1994). Assessment of Cognitive Processes. Needham Heights, MA, USA: Allyn & Bacon. ISBN 0-205-14164-1.
- Das, J.P. (2002). A better look at intelligence. Current Directions in Psychology, 11, 28–32.
- Goldstein, Gerald; Beers, Susan, eds (2004). Comprehensive Handbook of Psychological Assessment: Volume I: Intellectual and Neurological Assessment. Hoboken (NJ): John Wiley & Sons.
- Kaufman, Alan S. (2000). „Chapter 20: Tests of Intelligence”.  Ур.: Sternberg, Robert J. Handbook of Intelligence. Cambridge: Cambridge University Press. стр. 445–476. ISBN 978-0-521-59648-0. Генерални сажетак (22. 7. 2013).
- Naglieri, Jack A.; Otero, Tulio M. (2012). „Chapter 15: The Cognitive Assessment System: From Theory to Practice”.  Ур.: Flanagan, Dawn P.; Harrison, Patti L. Contemporary Intellectual Assessment: Theories, tests, and issues (Third изд.). New York (NY): Guilford Press. стр. 376–399. ISBN 978-1-60918-995-2. Генерални сажетак (29. 3. 2014).
- Sattler, Jerome M. (2008). Assessment ofChildren: Cognitive Foundations. La Mesa (CA): Jerome M. Sattler, Publisher.
- Urbina, Susana (2004). Essentials of Psychological Testing. John Wiley & Sons. ISBN 978-0-471-41978-5. Генерални сажетак (10. 10. 2013).
- Urbina, Susana (2011). „Chapter 2: Tests of Intelligence”.  Ур.: Sternberg, Robert J.; Kaufman, Scott Barry. The Cambridge Handbook of Intelligence. Cambridge: Cambridge University Press. стр. 20–38. ISBN 978-0-521-73911-5. Генерални сажетак (9. 2. 2012).

## Spoljašnje veze
- Kognitivni deficit
- Poboljšanje memorije obolelih od Alchajmerova bolesti